# Bulgarische Badminton-Föderation
Die Bulgarische Badminton-Föderation (bulgarisch Българска Федерация Бадминтон) ist die oberste nationale administrative Organisation in der Sportart Badminton in Bulgarien. Der Verband wurde 1980 gegründet.

## Geschichte
Bald nach seiner Gründung wurde der Verband Mitglied in der Badminton World Federation, damals als International Badminton Federation bekannt. 1985 trat man in den kontinentalen Dachverband Badminton Europe, zu der Zeit noch als European Badminton Union firmierend, ein. 1985 starteten die nationalen Titelkämpfe ebenso wie die internationalen Titelkämpfe.

## Bedeutende Veranstaltungen, Turniere und Ligen
- Bulgaria Open
- Bulgarian International
- Bulgarische Meisterschaft
- Bulgarische Mannschaftsmeisterschaft
- Bulgarische Juniorenmeisterschaft

## Bedeutende Persönlichkeiten
- Pjusant Kassabian – Präsident
- Ludmil Fandakov – Gründungspräsident